# Cornul secarei
Cornul secarei (Claviceps purpurea), numit și ergot,  este o ciupercă fitoparazită din familia Clavicipitaceae, genul Claviceps, ai cărei scleroți parazitează diferite cereale, mai ales secara. Termenul este folosit cu mai multe sensuri, toate în legătură cu ciuperca parazită: pentru a denumi ciuperca parazită, Claviceps purpurea; pentru a denumi scleroții acesteia, și pentru a denumi boala parazitară respectivă a secarei. Pentru secara parazitată se folosește și denumirea de secară cornută.
Scleroții ciupercii pot ajunge în produsele de panificație prin folosirea făinii obținute din măcinarea unor boabe parazitate. Datorită conținutului ridicat de alcaloizi toxici din cornul secarei (ergotamina, ergotinina etc.), consumul prelungit de cereale contaminate provoacă o intoxicație cronică gravă, numită ergotism sau focul sfântului Anton. De aceea proporția maximă admisă este de 0,1% în grâul alimentar și 0,05% în făină.

## Sinonime
Pintenul secarei este un sinonim existent în limba română pentru cornul secarei, folosit cu aceleași sensuri ca acesta.
Ergot (fr. ergot și en. ergot) este un neologism de uz recent în limba română, ca sinonim pentru cornul secarei. Acest neologism este folosit cu aceleași sensuri ca termenii deja existenți (cornul secarei și pintenul secarei). Nu este cuprins în ultimul Dicționar explicativ al limbii române (DEX '98), dar este menționat în dicționarele de neologisme apărute ulterior.

## Istoric

### Antichitate
Încă din antichitate erau cunoscute efectele scleroților de secară, mai ales asupra uterului gravid. Prima atestare istorică a ergotului apare în scrierile chinezești din anul 1100 î.Hr. Marii istorici, Tucidide, Plinius, Dioscoride, cunoșteau efectele făinii de secară infectată cu scleroți asupra femeilor gravide. Hipocrate este primul care observă efectul abortiv al făinii de secară, crescută în condiții de iarnă umedă și primăvară uscată (condiții care se pare că favorizează creșterea scleroților). Chiar și Cezar, în al său „Război civil”, semnalează o epidemie apărută în timpul asediului Marsiliei, datorată consumării de făină infestată, dar nu descrie și simptomele.

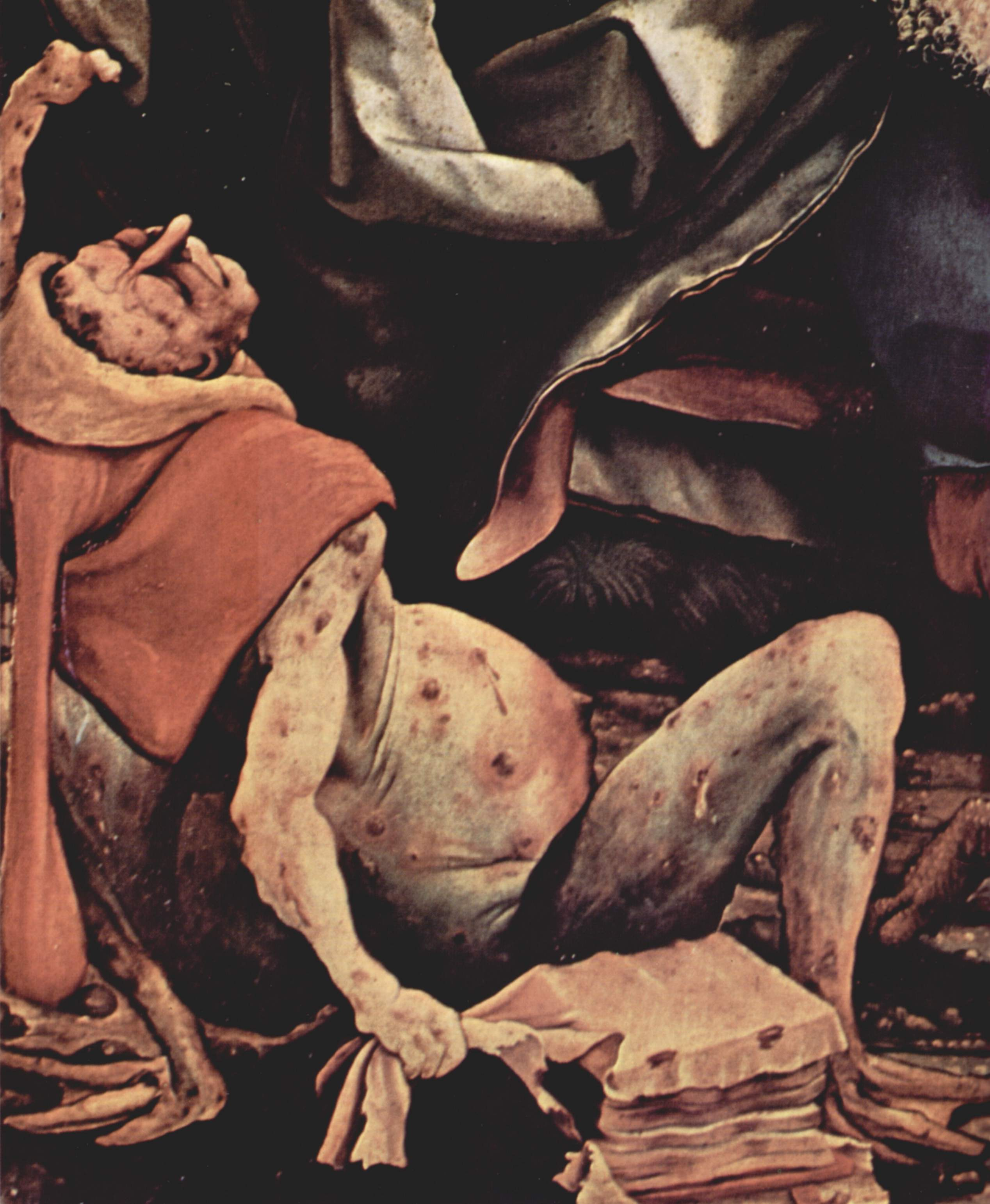
Detaliu al altarului din Isenheim de Matthias Grünewald – Un bolnav suferind de focul Sfântului Anton.

### Evul Mediu
Încă din secolele XI și XII, sunt consemnate epidemii, mai ales în Franța, denumite „focul sfânt” (holy fire, feu sacré), sau „boala celor care ard” (mal des ardents), pentru ca în secolul XIII să fie asociat cu „focul Sf. Anton”.
Vindecări se obțineau prin pelerinaje la Altarul Sfântului Anton care se găsea într-o regiune a Franței care nu era contaminată cu ciuperca Claviceps purpurea. Cei care participau la pelerinaj nu mai consumau o perioadă de timp cereale infestate și apăreau vindecări miraculoase.
Prima atestare documentară este a unei epidemii ce decimează Parisul în jurul anului 945; se pare că supraviețuitorii refugiați în biserica Sf. Maria, sunt hrăniți de către întemeietorul dinastiei Capet (a capețienilor) ducele Hugo cel Mare.
Produsului i-au fost recunoscute proprietățile ocitocice datorită lui Adam Lonicer (1528-1586), care a observat că femeile gravide consumau la naștere scleroți pentru a avea o naștere ușoară.
Primul raport complet asupra ergotului și a efectelor acestuia se datorează medicului curant al lui Ludovic al XIV-lea, Denis Dodart, raport către Societatea Regală Franceză de Științe (1676). Multă vreme s-a crezut fie că scleroții reprezentau o secară mult mai bună decât cea obișnuită, fie că această creștere este corelată cu cantitatea de ploaie căzută, care poate induce o fermentație.
Meritul identificării corecte a sclerotului ca fiind o ciupercă aparține lui Augustin Pyramus de Candolle (1778-1841).

### Epoca modernă
În 1853 micologul francez Louis René Tulasne este primul care identifică ciuperca Claviceps purpurea, ca fiind cauza unor otrăviri.
În 1938 chimistul elvețian Albert Hofmann, în cursul cercetărilor sale efectuate în cadrul laboratoarelor Sandoz, sintetizează pentru prima oară LSD din ergot.
Ulterior, s-a descoperit că ergotul de secară era folosit de mii de ani de călugării tibetani la ritualuri mistice, ce s-au păstrat în celebra lucrare ”Cartea morților”. În carte se menționează că ciuperca cornul-secarei produce efecte halucinogene asemănătoare drogului numit LSD 25, evident în anumite doze și cu un anumit mod de preparare.
Deși la sfârșitul secolului XIX cazurile de otrăviri masive din cauza ergoților ajunseseră de domeniul trecutului, și în secolul XX s-au înregistrat câteva epidemii grave. Astfel, în 1926 și 1927 s-au înregistrat cazuri de otrăvire în masă în Uniunea Sovietică, cifrele oficiale indicând 11.139 morți, din cauza pâinii conținând ergoți. În 1951, în comuna Pont-Saint-Esprit din Franța s-au înregistrat 7 de decese și 250 de îmbolnăviri din același motiv.
Tendința recentă de a consuma alimente naturale crude a avut și ea urmări nedorite. Astfel în anii 1980 în Germania au fost înregistrate cazuri de otrăvire cu ergot din Müsli, un produs utilizat pentru micul dejun, care conține secară nefiartă.

## Ciclul ciupercii

Organismul propriuzis al ciupercii Claviceps purpurea este miceliul (indicat în imaginea din cutia taxonomică la nr. 15). Toate celelalte imagini reprezintă fie organe de înmulțire, fie forme de rezistență produse de acest miceliu. De altfel la toate ciupercile organismul propriu zis este reprezentat de miceliu.

### Spice de secară cu scleroți
Ciclul de dezvoltare al speciei de ciupercă parazită Claviceps purpurea, începe în spicele de secară. Aici în locul unor boabe se formează formațiuni tari care sunt scleroții acestei ciuperci parazite. Acești scleroți sunt organe de rezistență ai ciupercii. De pe spicul de secară ei cad pe pământ. Fiind organe de rezistență, deci adaptați la condiții vitrege, aceștia rezistă până primăvara.

### Primăvara următoare. Scleroți germinați

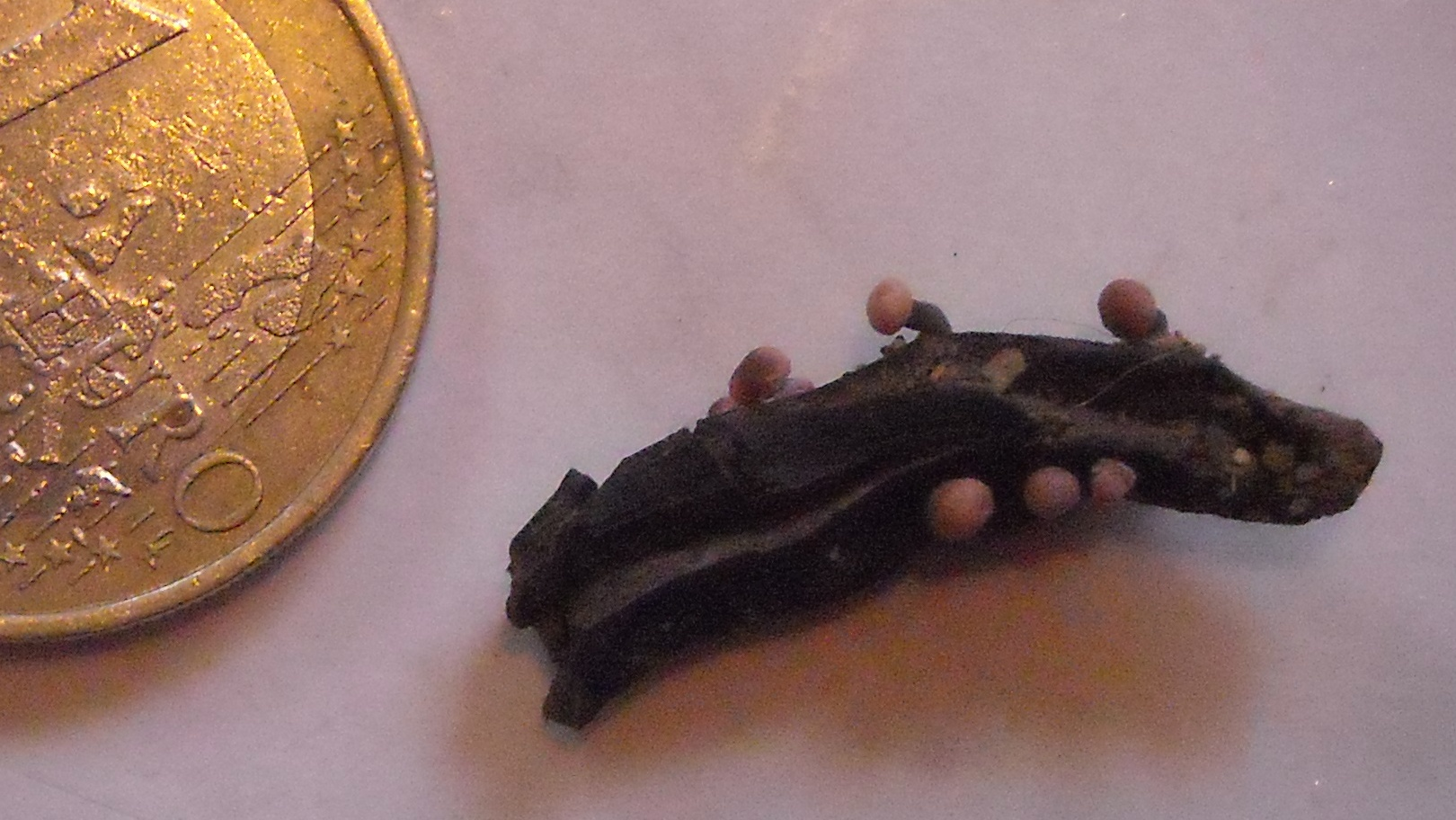
Scleroţi germinaţi

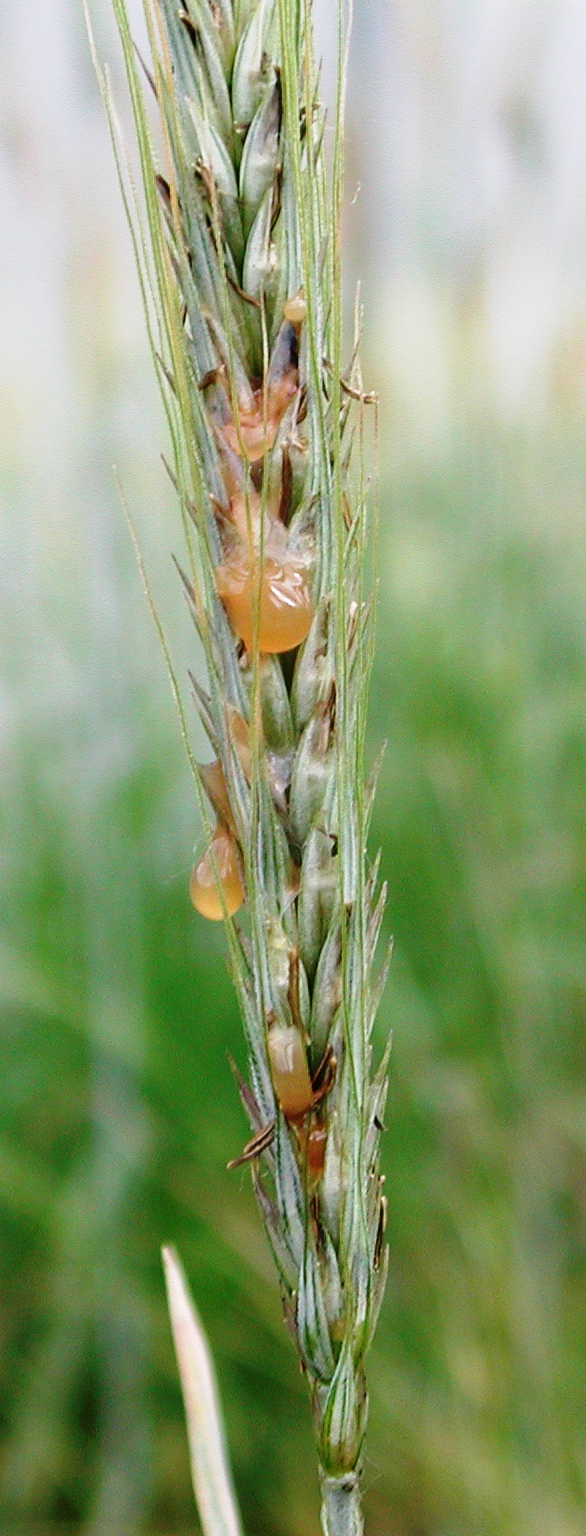
Sphacelia segetum (Secară)

Primăvara, scleroții vor germina. Sclerotul germinat formează numeroase prelungiri cu o lungime de 2–4 cm. Prelungirile formează la capete formațiuni măciucate, de culoare roz (nr. 9 pe desen). Aceste formațiuni măciucate sunt constituite dintr-o stromă. În interiorul acestor strome are loc procesul sexual, astfel în urma acestui proces care are loc între ascogon și anteridie se formează hife ascogene. Din hifele ascogene iau naștere ascele. La periferia ascelor se formează formațiuni denumite peritecii. Periteciile sunt așezate una lângă alta. Fiecare peritecie se deschide printr-un osteol puțin proeminent. Forma periteciilor este ovoidă. Ele conțin asce de formă alungită. Fiecare ască conține câte 8 ascospori. Ascosporii au formă filamentoasă. Ei sunt multicelulari și hialini. Acești ascospori, datorită greutății foarte mici în raport cu volumul, sunt purtați cu ușurință de curenții de aer. Unii dintre ei ajung pe stigmatele florilor de secară. Pe stigmatul florilor ei germinează, formând un filament care poartă numele de „filament de infecțiune”. Acest filament pătrunde până în ovar. În interiorul ovarului, din miceliu se diferențiază conidiofori scurți. Pe acești conidiofori scurți se formează conidii ovale. Aceste formațiuni sunt ovoide, unicelulare și hialine. Această formă poartă denumirea de Sphacelia segetum. Conidiile descrise mai sus sunt învelite într-un suc zaharat, foarte căutat de insecte. Insectele în căutarea sucurilor dulci iau pe corpul lor aceste conidii, ajutând la propagarea ciupercii. Conidiile pot germina. Prin germinare produc filamente de infecțiune. Aceste filamente au proprietatea de a infecta celelalte spice, ca și ascosporii. La sfârșitul perioadei de vegetație miceliul ciupercii umple tot spațiul ovarului astfel încât în locul boabelor se formează scleroții ciupercii. Apoi, în primăvara viitoare, ciclul se reia.

## Compoziție chimică
În general ergoții conțin:

### Alcaloizi
Alcaloizii din ergot (0,3-1,2%) au la bază diferite nuclee:

Acidul lisergic se găseşte sub forma a 2 izomeri optici: acid l-lisergic (activ farmacologic) şi acid d-izolisergic (inactiv farmacologic)
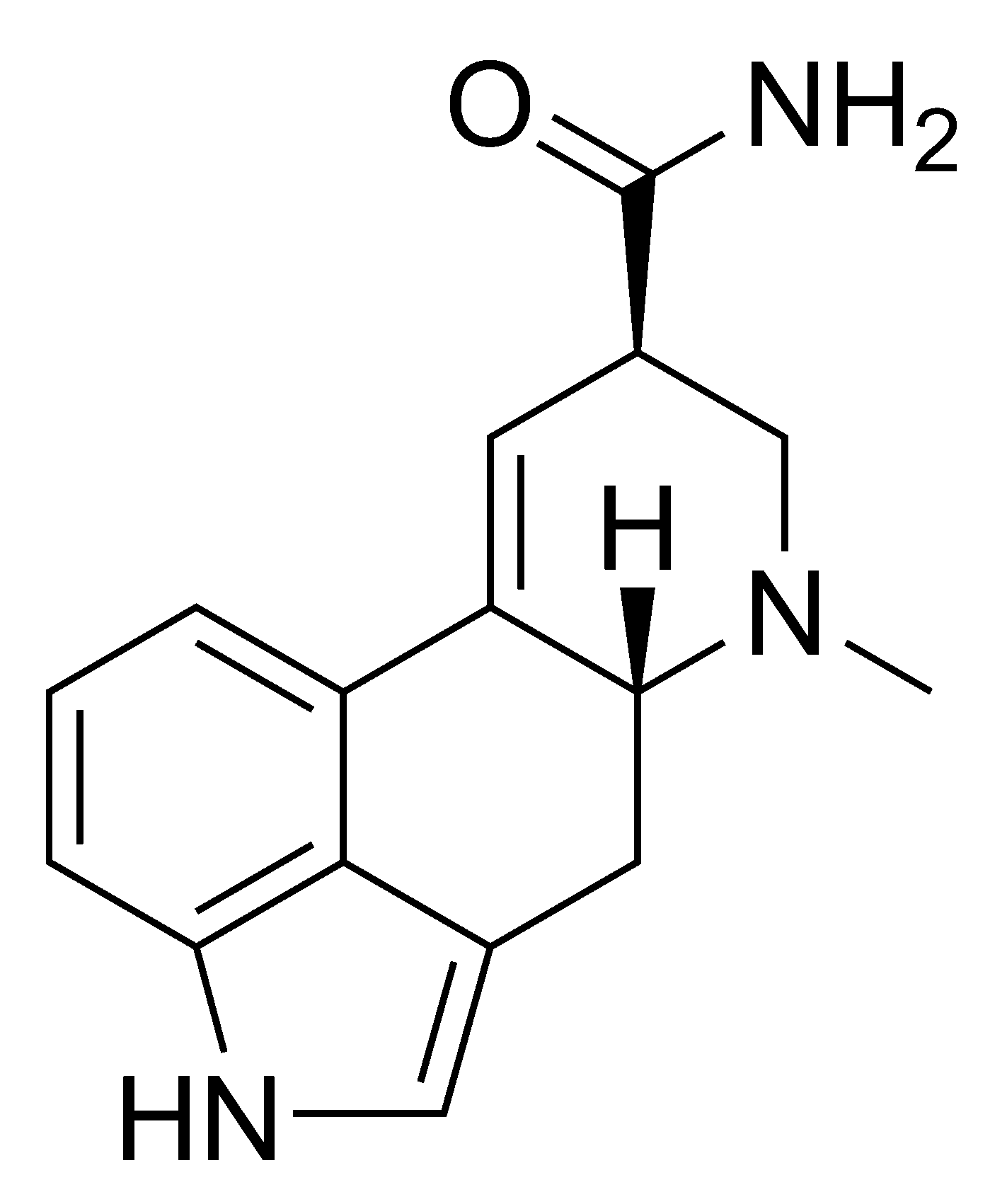
Ergolina, cunoscută şi sub denumirea de LSA (monoamida acidului lisergic)
Ergometrina (ergonovina, ergobasina), principalul alcaloid din ergot, are proprietăţi ocitocice

- - Nucleul ergolinic (lisergic)
    - Alcaloizii clavinici: agroclavina, festuclavina, elimoclavina
    - Alcaloizii lisergici, derivați ai acidului lisergic
      - Amide simple ale acidului lisergic: ergometrina, ergina

Natura radicalilor constituie un criteriu de clasificare a alcaloizilor peptidici

Alcaloizi peptidici: prin oxidarea lor se pune în libertate: acid lisergic sau izolisergic, cetoacid R1 și un aminoacid  R2. Aceștia se clasifică în:
| Grupa/Alcaloidul | R1       | Aminoacid comun        | R2           | Aminoacid specific   |
| ---------------- | -------- | ---------------------- | ------------ | -------------------- |
| Ergotaminei      |          |                        |              |                      |
| ergotamina       | CH 3     | αhidroxialanina        | CH2C6H5      | fenilalanină         |
| α ergosina       | CH 3     | αhidroxialanina        | CH2CH(CH 3)2 | leucină              |
| ergovalina       | CH 3     | αhidroxialanina        | CH(CH3)2     | valină               |
| Ergoxinei        |          |                        |              |                      |
| ergostina        | CH 2CH 3 | α-hidroxivalina        | CH2C6H5      | fenilalanină         |
| α-ergoptina      | CH 2CH 3 | α-hidroxivalina        | CH2CH(CH 3)2 | leucină              |
| ergonina         | CH 2CH 3 | α-hidroxivalina        | CH(CH3)2     | valină               |
| ergobutina       | CH 2CH 3 | α-hidroxivalina        | CH2CH3       | acid α-amino butiric |
| Ergotoxinei      |          |                        |              |                      |
| ergocristina     | CH(CH3)2 | metil α-hidroxialanina | CH2C6H5      | fenilalanină         |
| α-ergocriptina   | CH(CH3)2 | metil α-hidroxialanina | CH2CH(CH 3)2 | leucină              |
| β-ergocriptina   | CH(CH3)2 | metil α-hidroxialanina | CH(CH3CH2CH3 | izoleucină           |
| ergocornina      | CH(CH3)2 | metil α-hidroxialanina | CH(CH3)2     | valină               |
| ergobutirina     | CH(CH3)2 | metil α-hidroxialanina | CH2CH3       | acid α-aminobutiric  |

### Pigmenți antrachinonici
- Pigmenți de culoare portocaliu-roșietică: endocrinina, clavorubina.[26]
- Pigmenți de culoare galben pal: ergocromul și ergocrisina.

Acești pigmenți sunt responsabili de culoare brun-violet-roșiatică a ergotului.

### Alți compuși
- Lipide
- Steroli
- Amine
  - monoamine (metilamină, etilamină, tiramină)
  - diamine (putresceină, cadaverină)
- Aminoacizi (fenilalanină, histidină)
- Glucide
- Săruri minerale

## Răspândire și tipuri

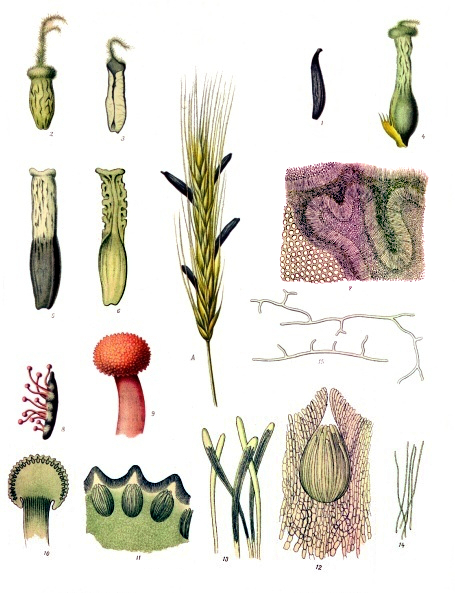
A. Spic de secară cu scleroți. 1. Sclerot 2.3.4.5.6.7. 8.Sclerot germinat 9.Formațiune măciucată roz (stroma), 10.11.12.13.14. 15. Miceliul ciupercii (organismul propriu-zis)

### Distribuția globală
S-a observat influența factorilor de mediu asupra răspândirii ciupercii și a conținutului în alcaloizi:
- în Europa predomină alcaloizii ergotaminici;
- în Ucraina[29] predomină alcaloizi ergotoxinici

### Variabilitate genetică
Studiile efectuate au demonstrat existența a 3 tipuri de chemovarietăți:
- G1 - prezente pe câmpuri și pajiști (57 tipuri), conidiile de circa 5-8μm, conține alcaloizi de tipul ergotaminei și ergotoxinei;[30]
- G2 - în locuri umbroase și umede (41 tipuri),conidii de 7-10 μm, alcaloizi de tipul ergosinei și ergocristinei cu cantități mici de ergocriptină (5-15%);[30]
- G3 - specia Spartina anglica (mlaștini sărate), conidii de 10-12 μm alcaloizi de tipul ergocristinei, ergocriptină.[30][31][32]

## Proprietăți fizico-chimice
- Solubilitate: alcaloizii de tipul ergometrinei sunt substanțe solubile în apă spre deosebire de alcaloizii peptidici, solubili doar în solvenți apolari (eter).
- Stabilitate: cele mai stabile combinații sunt cele care includ acidul metansulfonic (mesilați).
- Izomerie: o proprietate interesantă și care poate fi utilizată în anumite scopuri (extracție, dozare), este transformarea izomerilor dextro - în izomeri levo, sub acțiunea acizilor foarte slabi (acid acetic). Sub acțiunea alcalilor are loc de asemenea transformarea inversă levo - în dextro.

## Extracție și identificare
Extracția are loc fie cu apă (ergometrina) fie cu soluții de solvent apolar (eter), în cazul alcaloizilor peptidici. Identificarea se poate face prin HPLC, sau prin intermediul cromatografiei în strat subțire (CSS), evidențierea spoturilor fiind făcută cu PABA (p-dimetilaminobenzaldehidă)/H 2SO4(culoare albastră rezultată fiind direct proporțională cu procentul de alcaloid-dozare spectrofotometrică).
Tabel cu reactivii de culoare folosiți pentru identificarea alcaloizilor din ergot:
| Tipul de reactiv | Alcaloizi din Claviceps |
| ---------------- | ----------------------- |
| R Fröhde         | albastru violet-verde   |
| H2SO4            | galben-verde intens     |
| R.Mandelin       | violet-verde            |
| R.Wasicky        | violet                  |
| R.Lafon          | galben-verde            |

## Efecte farmacologice
Alcaloizii din cornul secarei au o activitate fie agonistă fie antagonistă la nivelul diferiților receptori: adrenergici, serotoninergici și dopaminergici. Aceste efecte depind de:
- natura alcaloidului
- doza acestuia
- organele (țesuturile) asupra cărora acționează.

Din cauza acestei „nespecificități”, alcaloizii prezintă o mare varietate de acțiuni farmacologice. În general, pot acționa selectiv (amidele acidului lisergic prezintă selectvitate pentru receptorii 5-HT), sau neselectiv, în cazul alcaloizilor peptidici, care acționează atât asupra receptorilor adrenergici, cât și asupra receptorilor dopaminergici. Modificarea structurii chimice poate determina și schimbări la nivelul acțiunii farmacologice:
- hidrogenarea are drept efect micșorarea acțiunii agoniste comparativ cu alcaloizii de bază.
- metilarea în poziția 1 determină o scădere a afinității pentru catecolamine.

În general, alcaloizii naturali cresc activitatea uterului gravid. La administrarea de doze mici, are loc creșterea frecvenței și forței contracție, urmate de o relaxare. Pe măsura creșterii dozei, contracțiile devin tot mai puternice, mai dese și de durată mai lungă, efectul fiind susținerea contracțiilor. Datorită acestor efecte, alcaloizii pot fi utilizați postpartum pentru oprirea sângerărilor și pentru menținerea contracțiilor.

### Efecte asupra aparatului cardiovascular
Dintre alcaloizii ergotului, ergotamina are efect arteroconstrictor și venoconstrictor. Derivații hidrogenați ai ergotoxinei determină hipotensiune arterială. Creșterea rapidă a concentrației plasmatice după administrarea injectabilă a ergotaminei și a dihidroergotaminei, duce la o creștere la fel de rapidă a presiunii sanguine, presiune care revine la normal după câteva ore; acest efect se datorează acțiunii asupra receptorilor α2 adrenergici.

### Efecte asupra uterului
Dintre toți alcaloizii naturali care au efect asupra uterului, ergometrina este mult mai activă și mai puțin toxică comparativ cu ergotamina. Ergometrina și derivatul său metilat - metilergometrina - sunt utilizați cel mai des în obstetrică. Ele sunt rapid absorbite chiar și prin administrare orală, vârful plasmatic maxim înregistrându-se între 60-90 minute, timpul de înjumătățire fiind de circa 2 ore (ergometrina). Efectul asupra uterului gravid se observă după 10 minute, în cazul administrării orale.

### Efecte în Boala Parkinson
Datorită similarității nucleului ergolinic cu o serie de neurotransmițători (adrenalina, dopamina, serotonina), anumiți derivați semisintetici și sintetici ai alcaloizilor din ergot sunt folosiți pentru tratarea anumitor simptome ale bolii Parkinson.

Bromocriptina, pe lângă efectele agoniste pe domeniul dopaminergic are şi efect inhibitor asupra secreţiei de prolactină
Pergolid este folosit de obicei pentru combaterea mişcărilor involuntare care pot apărea la reducerea dozei de levodopa
Efectul anti-parkinsonian a lisurid-ului este similar cu cel a bromocriptinei sau pergolidului

Bromocriptina, un antagonist puternic al receptorilor D2, a fost primul derivat cu nucleu ergolinic studiat pentru tratarea acestei maladii; se utilizează de obicei ca terapie adjuvantă la bolnavii tratați cu levodopa (pentru micșorarea dozei  de levodopa). Lisuridul este un agonist D2, folosit de asemenea la bolnavii tratați cu levodopa.

### Toxicologie
Intoxicațiile cu ergot erau destul de des întâlnită în trecut, dar odată cu progresul cunoștințelor despre compoziția ergotului, acestea au dispărut aproape complet. În Evul Mediu intoxicația era cunoscută sub denumirea de focul Sfântului Anton, în prezent intoxicația este denumită ergotism. Acesta se datorează efectelor vasoconstrictoare și halucinogene ale substanțelor farmacologic active din ergot, având 2 forme de manifestare:
- Forma gangrenoasă: arsuri la nivelul extremităților, cianoza membrelor și desprinderea cărnii de pe oase, fără sângerare.
- Forma convulsivantă: debut cu senzație de sete foarte accentuată, halucinații (intoxicații au comportament de păsări), contracții musculare dureroase.

### Conținutul în alcaloizi
Este în general de 0,2% din greutatea uscată, dar poate atinge și 1% din greutatea uscată a ergoților. În aceste condiții, consumarea a 5 – 10 g de ergoți poate avea efecte letale.
De aceea, există reglementări care definesc gradul de pericol al substanțelor care conțin ergoți. Aceste norme se exprimă în general în (%) pentru cereale și în μg alcaloizi totali pe kilogram pentru alimente.
În general, toxicologii consideră  că doza zilnică maximă care nu duce la efecte toxice pentru oameni este de 0,1 mg/kg corp. Uneori acest prag este definit ca nivel fără efect toxic.
Pentru cerealele se acceptă în general un conținut de 0,1 în cazul utilizării lor pentru furaje. Pentru cerealele utilizate pentru panificație, normele Uniunii Europene indică o valoare maximă de 0,05% 
Aceste valori ar corespunde unor praguri ale conținutului total de alcaloizi de 2.000 μg/kg respectiv 1.000 μg/kg, deși aceste valori nu sunt încă precizate în reglementările în vigoare.

### Metabolizare
Metabolizarea diferiților alcaloizi are loc la nivel hepatic,iar scăderea biodisponibilității la administrarea orală este dată de efectul primului pasaj hepatic.
Studiile efectuate pe diferite animale (animale mari, cobai), au scos în evidență implicarea citocromului P450 în metabolizarea alcaloizilor din ergot.

### Contraindicații
Nu se folosesc pentru declanșarea contracțiilor, nu se administrează în HTA, insuficiență coronariană, nu se administrează concomitent cu antibiotice macrolidice (eritromicina) (apare pericolul potențării efectelor datorate receptorilor α2 adrenergici).

### Farmacografie
Alcaloizi puri
Ergometrină
- Ergomet, Maleat de Ergometrină[47]
- Cofedol[48]

Derivați de semisinteză, sau sinteză
- Dihidroergotoxina (mesilații ergocristinei, α-ergocriptinei, β-ergocriptinei, ergocornină)
  - Secatoxin[49]
  - Redergin[50]
- Dihidroergocristina
  - Brinerdin [51]
  - Neocrystepin[52]
- Bromocriptină
  - Brocriptin[53]
- Nicergolină
  - Nicerium cpr de 10 mg,[54] 15 mg,[55] 30 mg[56]
  - Sermion 10 mg retras, 30 mg,[57] injectabil[58]